# 遊佐宗円
遊佐 宗円（ゆさ そうえん）は、戦国時代の武将。実名は不明。能登畠山氏の家臣。畠山七人衆の一人。

## 略歴
畠山義統から畠山義続の代に渡り仕えたとされる。天文22年（1553年）の温井総貞と遊佐続光の抗争・大槻一宮合戦では総貞に助勢し勝利する。